# Theosis
La theosis, teosis o zeosis (en griego antiguo: θέωσις), o deificación (la deificación se puede referir también a la apotheosis (apoteosis), lit. «hacer divino»), es un proceso transformativo cuyo propósito es la semejanza o unión con Dios, tal y como se enseña en la Iglesia ortodoxa y la Iglesia católica. Como proceso de transformación, la theosis se produce por los efectos de la catarsis (purificación de mente y cuerpo) y la theoria (contemplación, o 'iluminación' con la 'visión' de Dios). Según las enseñanzas cristianas orientales, la theosis es en últimas el propósito de la vida humana. Se considera alcanzable solo a través de la sinergía (o cooperación) de la actividad humana y las energías (u operaciones) no creadas de Dios.
Dentro de la teología ortodoxa y católica oriental, la theosis (divinización o deificación) es la llamada del hombre a la búsqueda de la salud por la unión con Dios, la divinización de la materia y la desaparición del pecado. Se trata de la salvación de la profanidad a través de la participación en la vida de Dios. Según esta concepción, la vida sagrada de Dios, dada en Jesucristo al creyente a través del Espíritu Santo, se expresa comenzando por las luchas de esta vida, se acrecienta en la experiencia del creyente a través del conocimiento de Dios y más tarde se consuma en la resurrección del creyente, cuando el poder del pecado y la muerte, habiendo sido totalmente derrotados por la vida de Dios, perderán poder sobre el creyente para siempre. Esta concepción de la salvación es históricamente fundacional para la comprensión del Cristianismo tanto en Oriente como en Occidente, y ha sido desarrollada directamente de las enseñanzas apostólicas y de la Iglesia cristiana primitiva en relación con la vida de la fe.
En el prefacio del Libro V Contra las Herejías, Ireneo de Lyon habla de «Jesucristo que, a causa de su amor superabundante, se convirtió en lo que nosotros somos para hacer de nosotros lo que él es». 
Según el Metropolitano Hierotheos (Vlachos), la primacía de la theosis en la teología cristiana ortodoxa se encuentra directamente relacionada con el hecho de que la teología bizantina (tal y como es concebida por sus principales exponentes) se basa en mayor medida en las intuiciones espirituales directas de los santos o místicos de la iglesia en comparación con la teología católica latina que es vista más a menudo como una tradición de pensamiento racional. Los cristianos bizantinos consideran que «nadie que no siga el camino de unión con Dios puede ser teólogo» en el sentido propio. Así pues, la teología en el cristianismo bizantino no es tratada principalmente como una empresa académica. En cambio, se basa en la revelación aplicada (véase gnoseología), y se entiende que la validación principal de un teólogo es una vida santa y ascética más que el entrenamiento intelectual o las credenciales académicas (véase escolástica).

## Escritos patrísticos
El término theosis se utilizaba originalmente en la sociedad pagana grecorromana para venerar a un gobernante. Era inconcebible para el judaísmo. Sin embargo, fue adoptado en el cristianismo oriental por los Padres griegos para describir la transformación espiritual de un cristiano. El cambio de la naturaleza humana fue entendido por ellos como consecuencia de la incorporación de un bautizado a la Iglesia como Cuerpo de Cristo. La divinización se desarrolló así en el contexto de la teología de la encarnación. 
La enseñanza sobre la divinización de un cristiano puede encontrarse ya en las obras de Ireneo (c. 130-202), un Padre griego que también es conocido como el Padre de la teología católica, y que fue obispo de la Iglesia de Lyon en Francia. Por ejemplo, en el prefacio de su obra apologética Adversus Haereses (Contra las herejías) vol. 5, Ireneo afirma que "[E]l Verbo de Dios, nuestro Señor Jesucristo... se hizo, por su amor trascendente, lo que somos, para llevarnos a ser incluso lo que Él mismo es". " Atanasio de Alejandría fue autor de la frase sobre Jesucristo que se ha popularizado en las homilías de Navidad : "Se hizo humano para hacernos hijos de Dios" (De incarnatione 54,3, cf. Contra Arianos 1.39). La divinización en el contexto de la Eucaristía fue enseñada por Gregorio de Nisa y Cirilo de Alejandría. El término nunca significó para ellos romper la distinción ontológica absoluta entre Dios y su creación.
Hubo muchas referencias diferentes a la divinización en los escritos de los Padres de la Iglesia.
Como se señaló anteriormente, en el siglo II, Ireneo, obispo de Lyon (c. 130-202) dijo que el Verbo Jesucristo había "llegado a ser lo que somos, para llevarnos a ser incluso lo que Él mismo es." Añadió:
¿Acaso le reprochamos [a Dios] no haber sido hechos dioses desde el principio, sino haber sido creados al principio sólo como hombres, y más tarde como dioses? Aunque Dios ha adoptado este proceder por su pura benevolencia, para que nadie pueda acusarle de discriminación o mezquindad, declara: "Yo he dicho: Vosotros sois dioses; y todos vosotros sois hijos del Altísimo." ... Porque era necesario al principio que la naturaleza fuera exhibida, luego después que lo que era mortal fuera conquistado y tragado en la inmortalidad.
Más o menos en la misma época, Clemente de Alejandría (c. 150-215), escribió: "Sí, digo, el Verbo de Dios se hizo hombre para que aprendierais de un hombre cómo llegar a ser un dios." Clemente afirmó además que "[s]i uno se conoce a sí mismo, conocerá a Dios, y conociendo a Dios llegará a ser como Dios. . . . Suya es la belleza, la verdadera belleza, pues es Dios, y ese hombre se convierte en un dios, puesto que Dios así lo quiere. Así que Heráclito tenía razón cuando dijo: 'Los hombres son dioses, y los dioses son hombres'" Clemente de Alejandría también afirmó que "aquel que obedece al Señor y sigue la profecía dada a través de él... se convierte en un dios mientras aún se mueve en la carne."
Justino Mártir (c. 100-165) insistió en que en el principio los hombres "fueron hechos como Dios, libres del sufrimiento y de la muerte", y que así son "considerados dignos de convertirse en dioses y de tener poder para llegar a ser hijos de los más altos"."
Athanasius, bishop of Alexandria (c. 296-373), declaró su creencia en la deificación literal: "El Verbo se hizo carne para que nosotros fuéramos hechos dioses. ... Así como el Señor, revistiéndose del cuerpo, se hizo hombre, así también nosotros, los hombres, somos deificados por su carne, y en adelante heredamos la vida eterna." Atanasio también observó: "Porque el Hijo de Dios se hizo hombre para que nosotros nos hiciéramos Dios.".
Agustín de Hipona (354-430) dijo: "Pero el mismo que justifica también deifica, pues al justificar hace hijos de Dios. Porque les ha dado poder de hacerse hijos de Dios' [refiriéndose a Juan 1:12]. Si, pues, hemos sido hechos hijos de Dios, también hemos sido hechos dioses." "Para hacer dioses a los seres humanos", dijo Agustín, "fue hecho hombre quien era Dios" (sermón 192.1.1). Agustín continúa escribiendo que "[ellos] no nacen de Su Sustancia, para que sean iguales a Él, sino para que por favor lleguen a Él... (Ibid)".
Otras referencias a la divinización en los escritos de los Padres de la Iglesia son las siguientes:
- Ireneo (c. 130-200)
  - "[E]l Verbo de Dios, nuestro Señor Jesucristo, que se hizo, por su amor trascendente, lo que somos, para llevarnos a ser incluso lo que Él mismo es"."[Primary 1]
  - "'Pues echamos la culpa [a Dios], porque no hemos sido hechos dioses desde el principio, sino al principio simples hombres, y luego al fin dioses; aunque Dios ha adoptado este proceder por su pura benevolencia, para que nadie pueda imputarle invidencia o rencor declara: "Yo he dicho: Vosotros sois dioses; y todos vosotros sois hijos del Altísimo." "[Primary 2]
  - "Porque fue necesario, en primer lugar, que la naturaleza fuera exhibida; luego, después, que lo mortal fuera vencido y absorbido por la inmortalidad, y lo corruptible por la incorruptibilidad, y que el hombre fuera hecho a imagen y semejanza de Dios."[Primary 2]
- Clemente de Alejandría (c. 150-215)
  - "[E]l Verbo de Dios se hizo hombre, para que aprendas del hombre cómo el hombre puede llegar a ser Dios"[Primary 3] </ref>
  - "Porque si uno se conoce a sí mismo, conocerá a Dios; y conociendo a Dios, se hará semejante a Dios"[Primary 4]
  - "[E]s la belleza, la verdadera belleza, pues es Dios; y que el hombre se convierte en Dios, puesto que Dios así lo quiere. Heráclito, pues, dijo con razón: "Los hombres son dioses, y los dioses son hombres". Pues el Verbo mismo es el misterio manifiesto: Dios en el hombre, y el hombre Dios"[Primary 4]
  - "[E]l que escucha al Señor, y sigue la profecía dada por Él, será formado perfectamente a semejanza del maestro-hecho un dios que anda en la carne."[Primary 5]
  - "Y ser incorruptible es participar de la divinidad...".[Primary 6]
- Justino Mártir (c. 100-165)
  - "[Los hombres] fueron hechos semejantes a Dios, libres del sufrimiento y de la muerte, con tal que guardaran sus mandamientos, y fueran considerados merecedores del nombre de sus hijos, y sin embargo ellos, haciéndose semejantes a Adán y Eva, obran la muerte para sí mismos; manténgase la interpretación del Salmo tal como se quiera, y sin embargo con ello se demuestra que todos los hombres son considerados dignos de llegar a ser "dioses", y de tener poder para llegar a ser hijos del Altísimo. "[Primary 7]
- Teófilo de Antioquía (c. 120-190)
  - "Porque si lo hubiera hecho inmortal desde el principio, lo habría hecho Dios. Por otra parte, si lo hubiera hecho mortal, Dios parecería ser la causa de su muerte. No le hizo, pues, ni inmortal ni mortal, sino, como hemos dicho antes, capaz de ambas cosas; de modo que si se inclinase a las cosas de la inmortalidad, guardando el mandamiento de Dios, recibiría como recompensa de Él la inmortalidad, y llegaría a ser Dios. .."[Primary 8]
- Hipólito de Roma (c. 170-235)
  - "Y serás compañero de la Deidad, y coheredero con Cristo, ya no esclavizado por lujurias o pasiones, y nunca más consumido por la enfermedad. Porque te has convertido en Dios: pues todos los sufrimientos que padeciste mientras eras hombre, esos te los dio, porque eras de molde mortal, pero todo lo que es consistente con Dios impartir, esos Dios ha prometido otorgártelos, porque has sido deificado, y engendrado para la inmortalidad. "[Primary 9]
  - "Si, pues, el hombre se ha hecho inmortal, también será Dios. Y si es hecho Dios por el agua y el Espíritu Santo después de la regeneración de la fuente, se encuentra que también es coheredero con Cristo después de la resurrección de entre los muertos."[Primary 10]
- Atanasio de Alejandría (c. 296-373)
  - "pues así como el Señor, revistiéndose del cuerpo, se hizo hombre, así los hombres somos divinizados por el Verbo como llevados a Él por medio de su carne."[Primary 11]
  - "Pues se hizo hombre para que nosotros fuésemos hechos hijos de dios."[Primary 12]
  - "Porque se hizo hombre para que nosotros fuésemos hechos hijos de Dios.".[Primary 13]
- Gregorio de Nisa (c. 335-395)
  - "Puesto que el Dios que se manifestó se infundió a sí mismo en la humanidad perecedera con este propósito, a saber, que por esta comunión con la Deidad la humanidad pudiera al mismo tiempo ser deificada, con este fin es que, por dispensación de su gracia, se diseminó a sí mismo en cada creyente."[Primary 14]
  - "Porque así como Él en sí mismo asimiló su propia naturaleza humana al poder de la Divinidad, siendo parte de la naturaleza común, pero no estando sujeto a la inclinación al pecado que hay en esa naturaleza (pues dice: "No hizo pecado, ni se halló engaño en su boca), así también conducirá a cada persona a la unión con la Divinidad si no hace nada indigno de la unión con la Divinidad. "[Primary 15]
- Agustín de Hipona (c. 354-430)
  - "'Porque les ha dado poder para llegar a ser hijos de Dios.'Juan 1:12', Si hemos sido hechos hijos de Dios, también hemos sido hechos dioses."[Primary 16]
- Máximo el Confesor
  - "Nada en la theosis es producto de la naturaleza humana, pues la naturaleza no puede comprender a Dios. Es sólo la misericordia de Dios la que tiene la capacidad de dotar de theosis a lo existente... En la theosis, el hombre (imagen de Dios) se hace semejante a Dios, goza de toda la plenitud que no le pertenece por naturaleza, porque la gracia del Espíritu triunfa en él, y porque Dios actúa en él."[19]
- Cirilo de Alejandría
  - "[E]l descendió a nuestra condición únicamente para conducirnos a su propio estado divino."[20]
  - "Se sigue, por lo tanto, que Aquel Que Es, Aquel Que Existe, necesariamente nació de la carne, tomando todo lo que es nuestro en sí mismo para que todo lo que nace de la carne, es decir, nosotros los seres humanos corruptibles y perecederos, pudiera descansar en él. En una palabra, tomó para sí lo que era nuestro, a fin de que nosotros tuviéramos todo lo que era suyo."[21]
  - "Porque también nosotros somos hijos y dioses por la gracia, y ciertamente hemos sido llevados a esta maravillosa y sobrenatural dignidad, puesto que tenemos al Verbo Unigénito de Dios habitando en nosotros."[22]
- Gregorio Nacianceno
  - implora a la humanidad que "se conviertan en dioses por amor (a Dios), ya que (Dios) se hizo hombre por amor nuestro"
  - Asimismo, argumenta que el mediador "aboga incluso ahora como Hombre por mi salvación; pues sigue llevando el Cuerpo que asumió, hasta que me haga Dios por el poder de su Encarnación.".[23]
  - "A través del medio de la mente tuvo trato con la carne, siendo hecho ese Dios en la tierra, que es el Hombre: Hombre y Dios se mezclaron. Se convirtieron en un todo único, predominando el lado más fuerte, a fin de que yo pudiera ser hecho Dios en la misma medida en que él fue hecho hombre."[24]
- Basilio de Cesarea afirmó que "convertirse en un dios es la meta más elevada de todas" [25]

## Práctica ascética
El camino hacia la theosis incluye muchas formas de praxis (prácticas o costumbres espirituales), siendo las más evidentes el monacato y el clero. De la tradición monástica, la práctica del hesicasmo es la más importante como forma de establecer una relación directa con Dios. Vivir en la comunidad de la iglesia y participar regularmente de los sacramentos, especialmente de la Eucaristía, se da por supuesto. También es importante cultivar la «oración del corazón», y la oración incesante, como exhorta Pablo en 1 Tesalonicenses 5:17. Esta oración incesante del corazón es un tema dominante en los escritos de los Padres, especialmente en los recogidos en la Filocalia. Se considera que nadie puede alcanzar la teosis sin una vida cristiana impecable, coronada por una oración del corazón fiel, cálida y, en definitiva, silenciosa y continua.
El «hacedor» en la deificación es el Espíritu Santo, con el que el ser humano une su voluntad para recibir esta gracia transformadora mediante la praxis y la oración, y como enseña Gregorio Palamás, los místicos cristianos se deifican al llenarse de la Luz de Tabor del Espíritu Santo en la medida en que se abren a ella mediante la ascesis (la divinización no es un acto unilateral de Dios, sino una cooperación amorosa entre Dios y el cristiano avanzado, que Palamás considera una sinergia).
Esta sinergia o cooperación entre Dios y el Hombre no conduce a que la humanidad sea absorbida por el Dios, como se enseñaba en las anteriores formas paganas de deificación, como la hénosis. Más bien expresa la unidad, en la naturaleza complementaria entre lo creado y el creador. La adquisición del Espíritu Santo es clave, en tanto la adquisición del Espíritu conduce a la autorrealización.